# La Haye-Malherbe
La Haye-Malherbe é uma comuna francesa na região administrativa da Normandia, no departamento de Eure. Estende-se por uma área de 9,96 km². Em 2010 a comuna tinha 1 417 habitantes (densidade: 142,3 hab./km²).